# 查理·斯福德
查理·斯福德（英語：Charles Luther Sifford，1922年6月2日—2015年2月3日），首位在PGA巡迴賽中出賽的美國非裔職業高爾夫球運動員，職業生涯中有22次勝出的記錄。他在2004年獲邀加入世界高爾夫名人堂。

## 伸延閱讀
- Britt, Grant. . Great Athletes. Morgan Reynolds. 1998. ISBN 978-1883846275.
- Sifford, Charlie. . British Amer Pub Ltd. 1992. ISBN 978-0945167440.
- Sounes, Howard. . William Morrow. 2004. ISBN 0-06-051386-1.

## 外部連結
- 查理·斯福德在PGA巡迴賽的官方網站